# Rozporządzenie Rady (WE) nr 4/2009
Rozporządzenie Rady (WE) nr 4/2009 z dnia 18 grudnia 2008 r. w sprawie jurysdykcji, prawa właściwego, uznawania i wykonywania orzeczeń oraz współpracy w zakresie zobowiązań alimentacyjnych – akt prawny Rady Wspólnoty Europejskiej obowiązujący kraje Unii Europejskiej (Austria, Belgia, Bułgaria, Czechy, Cypr, Dania, Estonia, Francja, Finlandia, Hiszpania, Holandia, Grecja, Irlandia, Litwa, Luksemburg, Łotwa, Niemcy, Malta, Rumunia, Polska, Portugalia, Słowacja, Słowenia, Szwecja, Zjednoczone Królestwo, Węgry, Włochy).

## Cel rozporządzenia
Akt prawa wspólnotowego, który wyznacza wzorzec postępowania w sprawach realizacji alimentów transgranicznych. Kompleksowo reguluje problematykę międzynarodowego prawa alimentacyjnego. Rozporządzenie to pozwala na szybsze uzyskanie orzeczenia, a w konsekwencji szybszą egzekucję świadczeń alimentacyjnych. Rozporządzenie to zostało wprowadzone w celu likwidacji zjawiska unikania płacenia alimentów poprzez emigrację. Na podstawie tego rozporządzenia w każdym kraju członkowskim wyznaczone są organy centralne, które mają obowiązek udzielania pomocy w zakresie:
- realizacji wniosku o odzyskanie rat alimentacyjnych
- poszukiwania dłużnika
- poszukiwania majątku dłużnika
- ustalenia pracodawcy dłużnika
- udostępniania dokumentów np. podatkowych, rejestrów ludności, samochodów mogących pomóc w egzekucji zaległych alimentów.

Rozporządzenie to wyznaczyło spójną dla wszystkich krajów członkowskich procedurę, która znacznie przyśpieszyła realną ściągalność świadczeń i ułatwiła dochodzenie roszczenia alimentacyjnego wierzycielowi przebywającemu w innym państwie niż zobowiązany.